# 因伍德 (佛羅里達州)
因伍德（英語：Inwood）是位於美國佛羅里達州波爾克縣的一個人口普查指定地區。

## 地理
因伍德的座標為28°02′18″N 81°45′58″W / 28.03833°N 81.76611°W，而該地最高點為海拔高度44米（即144英尺）。

## 人口
根據2010年美國人口普查的數據，因伍德的面積為5.20平方千米，當中陸地面積為5.00平方千米，而水域面積為0.20平方千米。當地共有人口6925人，而人口密度為每平方千米1,331人。